# 4452-es mellékút (Magyarország)
A 4452-es számú mellékút egy körülbelül 6,5 kilométer hosszú, négy számjegyű országos közút Békés vármegye területén; Pusztaföldvár község főutcájaként húzódik, valamint össze is köti a települést a nyugati szomszédjában fekvő Orosházáról kivezető két fontosabb útvonallal; ezáltal a várost elkerülve biztosít közúti kapcsolatokat úgy Békéscsaba, mint Mezőkovácsháza felé.

## Nyomvonala
Békés vármegye Orosházi járásában, ezen belül Pusztaföldvár közigazgatási területén, a belterület északi peremén ágazik ki a 4429-es útból, annak 34,450-es kilométerszelvénye táján. Majdnem pontosan dél felé indul, Rákóczi út néven, néhány kisebb irányváltástól eltekintve változatlan irányban, az észak-déli irányban több kilométer hosszan elnyúló község főutcájaként. A 3. kilométerét elhagyva eléri Orosháza keleti határszélét, de rögtön távolabb is húzódik attól, és még egy jó kilométernyi szakaszon pusztaföldvári lakott területek között folytatódik, változatlan néven, de már délnyugati irányban. Nagyjából 4,1 kilométer után csatlakozik a község és a város határvonalához, innentől azt kísérve húzódik tovább. Így is ér véget, a 4428-as útba beletorkollva, annak 8,750-es kilométerszelvénye közelében, Tótkomlós, Kardoskút, Pusztaföldvár és Orosháza négyes határpontjánál.
Teljes hossza, az országos közutak térképes nyilvántartását szolgáló kira.gov.hu adatbázisa szerint 6,489 kilométer.

## Települések az út mentén
- Pusztaföldvár
- (Orosháza)
- (Tótkomlós, Kardoskút)